# توماس دبليو. بينيت (عسكري)
توماس دبليو. بينيت (بالإنجليزية: Thomas W. Bennett) هو عسكري أمريكي، ولد في 7 أبريل 1947 في مورغانتاون في الولايات المتحدة، وتوفي في 11 فبراير 1969 في فيتنام الجنوبية.